# Copa Fiat
A Copa Fiat (antes Trofeo Linea Fiat) foi uma categoria automobilística brasileira, integrante do Racing Festival, juntamente com a Fórmula Futuro O campeonato é disputado em 6 etapas pelos principais autódromos do Brasil, com 2 provas por etapa, totalizando 12 provas ao final da temporada.
No último ano de disputa da competição, em 2012, a organização mudou o nome da categoria para Copa Fiat e promoveu mudanças em algumas partes do carro utilizado pelos pilotos, tentando deixá-lo com aspecto menos parecido com um automóvel de rua e mais próximo a um carro de competição.
Assim como o Campeonato Brasileiro de Turismo, era uma categoria de base para categorias maiores, como a Stock Car Brasil e o Campeonato Brasileiro de Marcas e Pilotos, ao permitir participação de pilotos com habilitação nacional B.
Contou com a participação dos pilotos Cacá Bueno, Popó Bueno, André Bragantini Jr., Christian Fittipaldi, Giuliano Losacco, Fernando Nienkotter, Leonardo Nienkotter, Cesinha Bonilha, Ulisses Silva e Luir Miranda

## Carro
O carro utilizado na competição é uma versão modificada do Fiat Linea produzido em série pela montadora. O modelo passou por alterações de suspensão e carroceria, além da remoção de alguns itens para redução do peso. O motor, produzido pela Fiat Powertrain Technologies, possui alguns cavalos extras de potência em relação ao original.

## Regulamento
A categoria é disputada em duas corridas por etapa, de forma que a classificação para a segunda acontece no sistema de grid invertido: O oitavo colocado da primeira corrida larga na pole, o sétimo parte em segundo, e assim por diante, até o vencedor da primeira prova, que larga em oitavo. A posição de largada do nono colocado em diante é a mesma em que o piloto terminou a primeira corrida. Para efeito de classificação no campeonato, ao final da última etapa, os dois piores resultados do calendário são descartados.

### Sistema de pontuação
|            | 1º | 2º | 3º | 4º | 5º | 6º | 7º | 8º | 9º | 10º |
| ---------- | -- | -- | -- | -- | -- | -- | -- | -- | -- | --- |
| 1ª corrida | 20 | 14 | 12 | 10 | 8  | 6  | 4  | 3  | 2  | 1   |
| 2ª corrida | 15 | 12 | 10 | 8  | 6  | 4  | 2  | 1  |    |     |

## Campeões
| Ano  | Piloto     |
| ---- | ---------- |
| 2010 | Cacá Bueno |
| 2011 | Cacá Bueno |
| 2012 | Cacá Bueno |